# Kumharsain
Kumharsain fou un estat tributari protegit del grup de les muntanyes Simla, al Panjab, avui a Himachal Pradesh. La superfície era de 233 km² i la població el 1881 de 9.515 i el 1901 d'11.735 habitants repartits en 254 pobles o llogarets. La capital Kumharsain estava a 65 km a l'oest de Simla a 31° 19′ N, 77° 30′ E / 31.317°N,77.500°E. El 1881 del 9.500 habitants uns 9400 eren hindús. L'estació de muntanya de Narkanda (Nag Kanda), residència preferida dels habitants de Simla, de 2.795 metres, estava en aquest estat.
L'estat fou fundat al segle X o XI. Ajmir Singh que va pujar al tron al començament del segle XVIII fou el 49è rana. Era un estat feudatari de Bashahr. El 1803 fou ocupat pels gurkhes i el raja Kehar Singh va fugir a Kulu (Índia). Després de l'expulsió dels gurkhes fou reconegut com a independent per sanad del 7 de febrer de 1816, però al mateix temps va perdre als seus propis tributaris Bharauli i Madhan. El 1839 Kehar Singh va morir sense hereus directes i l'estat va passar per la doctrina del lapse als britànics. Però el 1840 els britànics van permetre la successió a un parent. El sobirà Rana Hira Singh que va pujar al tron el 12 de novembre de 1874, fou considerat poc capacitat i un consell de regència va assolir el govern uns anys però sense resultats positius i llavors es va nomenar un encarregat britànic fins a la mort del sobirà el 24 d'agost de 1914. Els ingressos el 1893 foren de 2500 lliures de les quals 200 eren pagades com a tribut.

## Llista de ranes des del segleXVIII
- Rana Ajmir Singh ?-1725
- Rana Anup Singh 1725-1755
- Rana Dalip Singh 1755-1789 (fill)
- Rana Govardhan Singh 1789-1803 (fill)
- Ocupació gurkha 1803-1815
- Rana Kehar Singh 1803/1815-1839 (germà de Govardhan)
- Interregne 1839-1840
- Rana Pritam Singh 1840-1858
- Rana Bhawani Singh 1858-1874 (fill)
- Rana Hira Singh 1874-1914 (fill)
  - Consel de eregència 1874-1896
  - Oficial britànic 1896-1914
- Rana Vidhayat Singh 1914-1945 (fill d'Hira Singh)
- Rana Sumeshawar Singh 1945-1996